# تحريك النار ذهنيا
تحريك النار ذهنياً (Pyrokinesis) هي قدرة نفسية تُمكّن الشخص من إشعال النار والتحكم فيها باستخدام العقل/الذهن.وكما هو الحال مع الظواهر الخارقة للطبيعة الأخرى، لا يوجد دليل قاطع يدعم الوجود الفعلي للتحريك الناري ذهنياً. العديد من الحالات المزعومة هي مجرد خدع.
اشتهرت كلمة pyrokinesis (من اليونانية pyr بمعنى النار، وkinesis بمعنى الحركة) على يد روائي الرعب ستيفن كينج في روايته مضرمة اللهب عام 1980 لوصف القدرة على خلق النار والتحكم فيها بالعقل، على الرغم من أن استخدامها يسبق الرواية.الكلمة مقصودة لتكون موازية للتحريك الذهني، حيث وصفها إس. تي. جوشي بأنها "عملة غير موفقة على الإطلاق" ولاحظ أن القياس الصحيح للتحريك الذهني "لن يكون 'pyrokinesis' ولكن 'telepyrosis' (النار من مسافة بعيدة)".